# 小行星2407
小行星2407（2407 Haug）是一颗围绕太阳公转的小行星。1973年2月27日，盧波什·科胡特克在汉堡发现了此天体。
該小行星以德國天文學家烏爾里希·豪格（Ulrich Haug）命名。
这颗小行星的绝对星等为10.46324976225875等。